# 776 (szám)
A 776 (római számmal: DCCLXXVI) egy természetes szám.

## A szám a matematikában
A tízes számrendszerbeli 776-os a kettes számrendszerben 1100001000, a nyolcas számrendszerben 1410, a tizenhatos számrendszerben 308 alakban írható fel.
A 776 páros szám, összetett szám. Kanonikus alakban a 23 · 971 szorzattal, normálalakban a 7,76 · 102 szorzattal írható fel. Nyolc osztója van a természetes számok halmazán, ezek növekvő sorrendben: 1, 2, 4, 8, 97, 194, 388 és 776.